# آرامگاه زاهد محمد
آرامگاه زاهد محمد یک بنای تاریخی مربوط به دوره تیموریان-صفویان است و در روستای ایلود، بخش مرکزی، شهرستان بستک، استان هرمزگان واقع شده‌است. این اثر در تاریخ ۱۷ خرداد ۱۳۸۵ با شمارهٔ ثبت ۱۵۳۹۳ به‌عنوان یکی از آثار ملی ایران به ثبت رسیده‌است.